# Enyalioides heterolepis
Espèce
Synonymes
- Enyalius heterolepis Bocourt, 1874
- Enyalioides insulae Barbour, 1905
- Enyalioides mocquardi Despax, 1911

Enyalioides heterolepis est une espèce de sauriens de la famille des Hoplocercidae.

## Répartition
Cette espèce se rencontre au Panama, en Colombie et en Équateur.

## Publication originale
- Bocourt, 1874 "1873" : Deux notes sur quelques sauriens de l'Amérique tropicale. Annales des sciences naturelles, Zoologie et biologie animale, ser. 5, vol. 19, no 4, p. 1-5 (texte intégral).